# 柴集镇
柴集镇，是中华人民共和国安徽省阜阳市阜南县下辖的一个乡镇级行政单位。

## 行政区划
柴集镇下辖以下地区：
普善村、王寨村、郑楼村、倪小寨村、后湖村、倪新寨村、柴集村、贾茶棚村、霍郑村、铁神村、李楼村、赵寨村、孙岗村、刘老家村和张大庄村。